# Gibbonsia
Los sargaceros californianos son el género Gibbonsia, peces de la familia de los clínidos en el orden de los Perciformes.

## Especies
Existen las siguientes tres especies en este género:
- Gibbonsia elegans (Cooper, 1864) - Sargacero manchado.
- Gibbonsia metzi (Hubbs, 1927) - Sargacero rayado.
- Gibbonsia montereyensis (Hubbs, 1927) - Sargacero de Monterrey.